# Nowostroika
Nowostroika (russisch Новостройка) (bis 2015 amtlich: Nowostrojewka) ist ein Ort in der russischen Oblast Kaliningrad im Rajon Gussew. Er gehört zur kommunalen Selbstverwaltungseinheit Stadtkreis Gussew. Der Ort wird häufig mit dem ehemaligen ostpreußischen Ort Grünweitschen/Grünweiden identifiziert, zu dessen Ortslage er etwas westlich liegt.

## Geographische Lage
Nowostroika (= „Neubau“) liegt neun Kilometer südöstlich der Stadt Gussew (Gumbinnen) an einer Nebenstraße (27K-114), die von Lipowo (Kulligkehmen, 1938 bis 1945 Ohldorf) nach Jasnaja Poljana (Trakehnen) führt. Eine Bahnanbindung besteht nicht.

## Geschichte
Wie dieser Ort genau entstand und welchen Zusammenhang es dabei mit der ostpreußischen Domäne Grünweitschen (1938 bis 1945 „Grünweiden“) gab, muss zunächst offenbleiben. Es gab offensichtlich zunächst ein Nebeneinander der beiden russischen Ortsnamen Nowostrojewka und Nowostroika, wobei Nowostrojewka wohl der offizielle Name war, während von den Bewohnern der Name Nowostroika bevorzugt wurde. Auch auf Karten aus den 1970er bis 1990er Jahren wurde der Ort mit Nowostroika bezeichnet. Spätestens seit 1975 gehörte der Ort (als Nowostrojewka) zum Dorfsowjet Lipowski selski Sowet im Rajon Gussew. Von 2008 bis 2013 gehörte der Ort zur Landgemeinde Kalininskoje selskoje posselenije und  seitdem zum Stadtkreis Gussew. Im Jahr 2015 wurde Nowostrojewka, nachdem zuvor eine Bürgerbefragung abgehalten worden war, offiziell in Nowostroika umbenannt.

## Kirche
Im Blick auf die evangelische Kirche liegt Nowostroika im Einzugsgebiet der in den 1990er Jahren neu entstandenen evangelisch-lutherischen Gemeinde der Salzburger Kirche in Gussew (Gumbinnen). Sie ist Teil der Propstei Kaliningrad (Königsberg) der Evangelisch-lutherischen Kirche Europäisches Russland.